# Паньків (село)
Паньків (пол. Pańków) — село в Польщі, у гміні Тарнаватка Томашівського повіту Люблінського воєводства. Населення — 270 осіб (2011).

## Історія
1694 року вперше згадується греко-католицька церква в селі.
За даними етнографічної експедиції 1869—1870 років під керівництвом Павла Чубинського, у селі здебільшого проживали греко-католики, усе населення розмовляло українською мовою.
22 червня 1938 року польська влада в рамках великої акції руйнування українських храмів на Холмщині і Підляшші знищила місцеву українську православну церкву.
За німецької окупації 1939—1944 років у селі діяла українська школа. 2 лютого 1943 року німецька поліція розстріляла в Панькові 17 українців, з них 8 дітей у віці до 15 років. У 1943 році в селі проживало 427 українців і 166 поляків. 1944 року польські шовіністи вбили в селі 3 українців.
У 1975—1998 роках село належало до Замойського воєводства.

## Населення
Демографічна структура станом на 31 березня 2011 року:
|          | Загалом | Допрацездатний вік | Працездатний вік | Постпрацездатний вік |
| -------- | ------- | ------------------ | ---------------- | -------------------- |
| Чоловіки | 131     | 23                 | 87               | 21                   |
| Жінки    | 139     | 32                 | 71               | 36                   |
| Разом    | 270     | 55                 | 158              | 57                   |